# Miguel Pedro López
Miguel López (Ensenada, Buenos Aires, Argentina, 9 de junio de 1988) es un futbolista profesional argentino. Se desempeña como mediocampista y su equipo actual es Racing de Olavarría del Torneo Federal C de Argentina.

## Trayectoria
Comenzó su carrera en las divisiones inferiores de Gimnasia y Esgrima La Plata. En 2005 fue transferido a Deportivo Coreano de Lobos para jugar el Torneo Argentino C. Luego de estar tres años, es fichado por Defensores de Cambaceres. Después de una temporada, firma con Quilmes. Mientras que con Quilmes López jugó 21 partidos en la Primera B Nacional ayudó a u su equipo ganara el ascenso a la Primera División en mayo de 2010. En Argentina, López lleva 69 partidos jugados donde marcó 6 goles.

## Estados Unidos
El 28 de enero de 2011, firma con Los Angeles Galaxy una temporada a préstamo. Hizo su debut en la MLS el 26 de marzo, entrando en el segundo tiempo en una derrota de su equipo por 4 a 1 ante el Real Salt Lake. El 28 de mayo marcó su primer gol en la victoria 1 a 0 de Los Angeles Galaxy ante New England Revolution con un pase de David Beckham.

## Clubes
| Club                       | País           | Año             |
| -------------------------- | -------------- | --------------- |
| Deportivo Coreano de Lobos | Argentina      | 2005 - 2008     |
| Defensores de Cambaceres   | Argentina      | 2008 - 2009     |
| Quilmes                    | Argentina      | 2009 - 2010     |
| Los Angeles Galaxy         | Estados Unidos | 2010 - 2011     |
| Quilmes                    | Argentina      | 2011 - 2013     |
| Sol de América de Formosa  | Argentina      | 2013 - 2014     |
| Gandzasar Kapan FC         | Armenia        | 2014            |
| Tristán Suárez             | Argentina      | 2014            |
| FC Banants                 | Armenia        | 2015 - 2017     |
| Racing Athletic Club       | Argentina      | 2017 - Presente |

### Palmarés
| Título  | Club        | País           | Año  |
| ------- | ----------- | -------------- | ---- |
| MLS Cup | L.A. Galaxy | Estados Unidos | 2011 |